# 3139 Shantou
A 3139 Shantou (ideiglenes jelöléssel 1980 VL1) a Naprendszer kisbolygóövében található aszteroida. A Bíbor-hegyi Obszervatórium fedezte fel 1980. november 11-én.